# Frauenstein
Frauenstein är en stad i Landkreis Mittelsachsen i förbundslandet Sachsen i Tyskland. Staden har cirka 2 700 invånare.